# ヴィーナスの化粧
『ヴィーナスの化粧』（ヴィーナスのけしょう、仏: La Toilette de Vénus, 英: The Toilet of Venus）は、フランスロココ期の画家フランソワ・ブーシェが1751年に制作した絵画である。本作は、ポンパドゥール夫人のために1748-1751年に建設されたベルヴュー城の離れ、「湯殿のアパルトマン」にあった浴室の化粧室に設置された。後にニューヨークの社交界の有名人物、アルヴァ・ヴァンダービルト (1853-1933年) の私室に所蔵されたが、最終的に彼女の元夫のウィリアム・Ｋ・ヴァンダービルトが作品をメトロポリタン美術館に寄贈した。

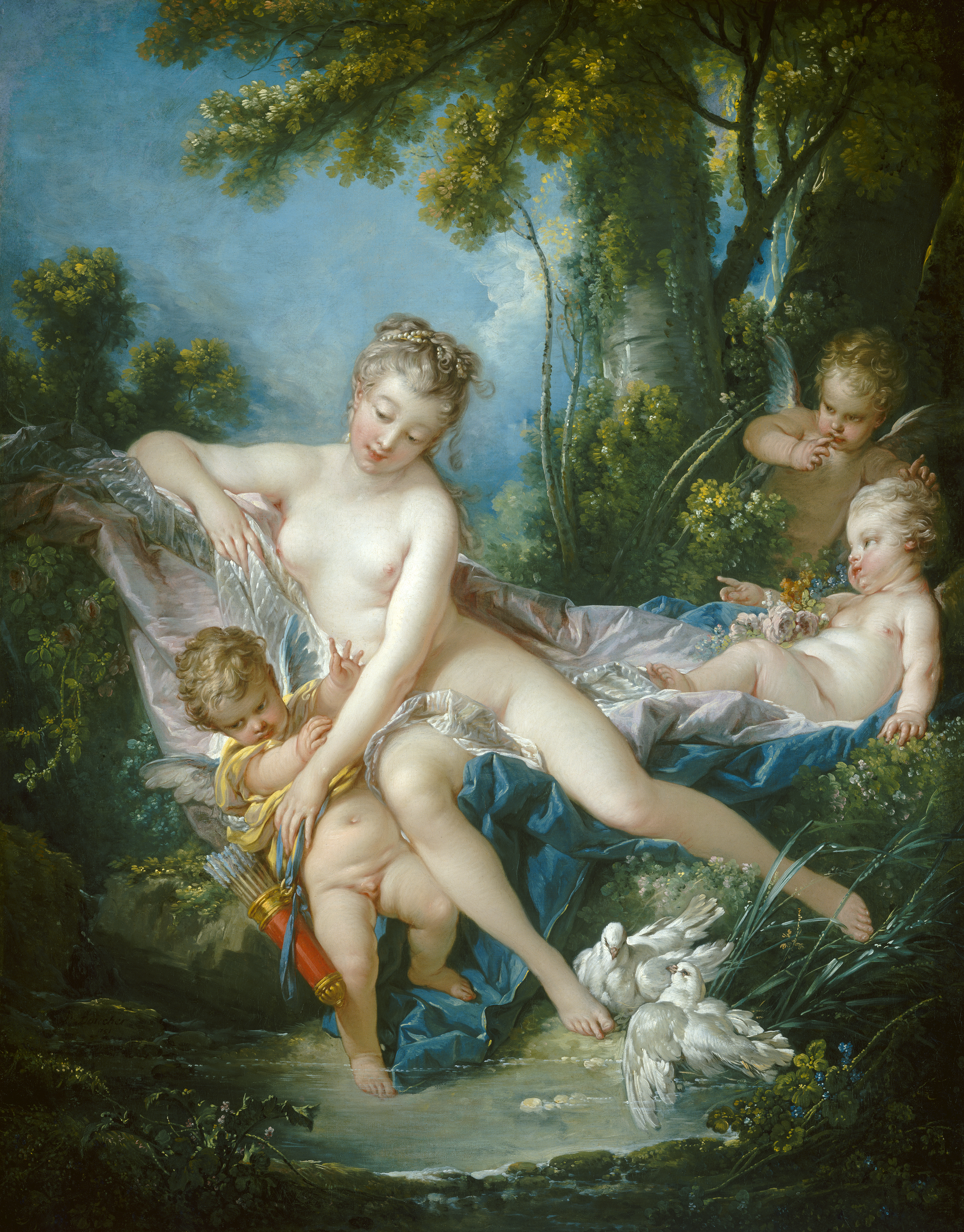
フランソワ・ブーシェ『ヴィーナスの水浴』（1751年）ナショナル・ギャラリー (ワシントン)

## 概要
「湯殿のアパルトマン」の浴室には左右に化粧室があったが、左の扉の上には自然を背景とする『ヴィーナスの水浴』(ナショナル・ギャラリー、ワシントン蔵) が、そして右の扉の上には本作『ヴィーナスの化粧』が、どちらも楕円形の木工細工にはめ込まれて設置された。
ポンパドゥール夫人は、1747年から1764年に亡くなるまでブーシェを賞賛し、庇護したことで知られる。演劇を愛好した夫人は、1750年にヴェルサイユで上演された『ヴィーナスの化粧』と題した劇で主役を演じたこともある。しかし、ブーシェは、『ヴィーナスの化粧』と『ヴィーナスの水浴』でポンパドゥール夫人の肖像画を描いているのではなく、若く魅力的な同一のモデルを用いて古代ローマの女神ヴィーナスを描いたのかもしれない。とはいえ、女性の裸体よりも18世紀の化粧室の凝った儀式的しきたりや衣服の描写に重点を置いている。
本作には、ヴィーナスが絹のカーテンや布のある室内でロココ時代のフランス風の装飾飾りと金箔が施された長椅子に座っているが、これはヴィーナスを描く通例とは異なっている。ヴィーナスのアトリビュート(象徴物) としてハト、水差し、貝殻の形をした水盤が描かれているが、化粧道具としては大きすぎて、奇妙である。室内には馬の蹄の形をした脚のある豪華な金鍍金の香炉も見え、快い香りを広める煙が立ち上っている。
このような本作の豪華な様式は、19世紀、アメリカ史において「金メッキ時代」（南北戦争が終結した1865年から1890年代まで) と呼ばれる時代の始まりにニューヨークで人気を博した様式であった。